# Tobey Maguire

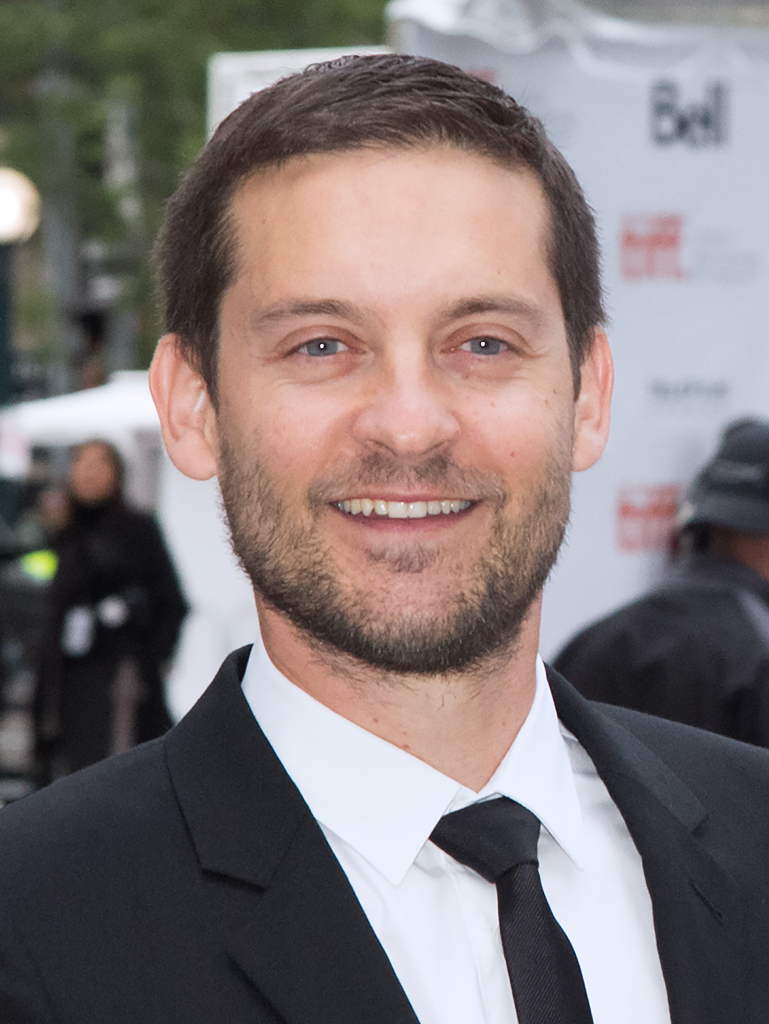
Tobey Maguire (2014)

Tobias Vincent „Tobey“ Maguire [ˌtoː.bi.mæ.ɡʍaɪ.ər] (* 27. Juni 1975 in Santa Monica, Kalifornien) ist ein US-amerikanischer Schauspieler und Filmproduzent.

## Leben

### Kindheit und Jugend
Tobey Maguires Vater Vincent war Koch; er verließ die Familie zwei Jahre nach der Geburt seines Sohnes. Während seiner Kindheit wechselte Maguire mit seiner alleinerziehenden Mutter häufig den Wohnsitz und lebte u. a. in Kalifornien, Oregon und Washington.
2007 erzählte Maguire in einem Interview mit der Zeitschrift „Player“, er habe während dieser Zeit zwölfmal die Schule gewechselt und durch die ständigen Neuanfänge einen Großteil seines Selbstbewusstseins verloren, schließlich sogar Magenprobleme bekommen. Früh war er alkoholabhängig geworden, besiegte aber mit 19 Jahren die Sucht mit Hilfe der Anonymen Alkoholiker, zu denen er sich öffentlich bekannte. Maguire wollte eigentlich wie sein Vater Koch werden, doch seine Mutter bot ihm 100 Dollar, wenn er statt des Hauswirtschaftskurses an der High School den Schauspielkurs belegen würde. Dieses Angebot nahm er an.
Nachdem er nach der neunten Klasse die Schule endgültig verlassen hatte, folgten Auftritte in diversen Werbefilmen und kleine Nebenrollen in Fernsehserien.

### Karriere

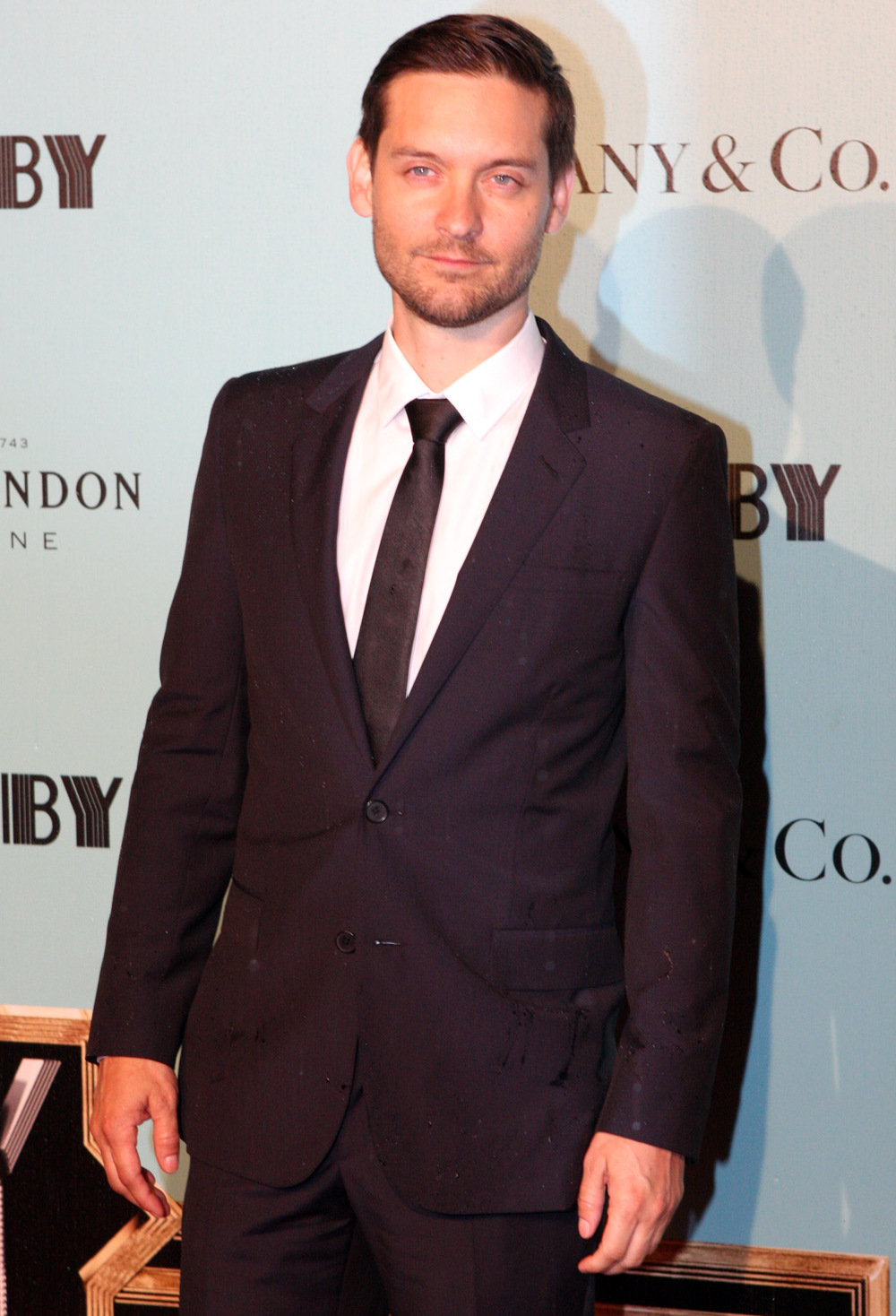
Tobey Maguire (2013)

Beim Vorsprechen für die Fernsehserie Parenthood lernte Maguire Leonardo DiCaprio kennen, mit dem er inzwischen eng befreundet ist.
1992 bekam Maguire seine erste Hauptrolle in der Fernsehserie Great Scott! Ein Jahr später bekam er eine Rolle neben DiCaprio und Robert De Niro im Spielfilm This Boy’s Life. Während der Film für DiCaprio den Durchbruch im Filmgeschäft darstellte, musste sich Maguire danach noch mit Rollen in Fernsehfilmen begnügen. Erst die Zusammenarbeit mit Ang Lee in Der Eissturm, einem Werk über die sexuelle Revolution der 1970er Jahre, verhalf Maguire 1997 zu größerer Bekanntheit. Woody Allen wurde auf ihn aufmerksam und besetzte ihn in seinem Film Deconstructing Harry. 
In negative Schlagzeilen geriet er, als der Regisseur R. D. Robb den Kurzfilm Don’s Plum, entgegen der Abmachung mit den Hauptdarstellern DiCaprio und Maguire, veröffentlichen wollte. In dem spontan entstandenen Film unterhielten sich beide Schauspieler an einer Bar über vermeintlich anstößige Themen. Danach folgte ein kurzer Auftritt in Fear and Loathing in Las Vegas und die männliche Hauptrolle in Pleasantville – Zu schön, um wahr zu sein, bevor er in Lasse Hallströms Oscar-prämiertem Film Gottes Werk & Teufels Beitrag nach John Irvings gleichnamigem Roman die Rolle des „Homer Wells“ neben Michael Caine und Charlize Theron spielte, die sich später allerdings über Spannungen zwischen ihr und Maguire beklagte. Durch diese Rolle wurde Maguires Ruf als talentierter Schauspieler gefestigt, den er durch eine weitere Zusammenarbeit mit Ang Lee beim Bürgerkriegsdrama Ride with the Devil und seiner Rolle in Die WonderBoys neben Michael Douglas und Robert Downey Jr. bestätigte.
Bedeutende Hauptrollen spielte Maguire in Seabiscuit – Mit dem Willen zum Erfolg sowie in den Comic-Verfilmungen Spider-Man und Spider-Man 2. Für den ersten der Spider-Man-Filme trainierte Maguire sechs Monate lang, um seinen Körper für die Rolle des Superhelden in Form zu bringen. Für seine Jockey-Rolle in Seabiscuit nahm er direkt im Anschluss zehn Kilogramm ab, um möglichst dünn und leicht zu wirken. Zugleich kam es aber auch zu ersten Problemen, weil Regisseur Sam Raimi mit Maguires Einsatz für die Vorbereitung von Spider-Man 2 so unzufrieden war, dass das Studio bereits im Begriff war, den Hauptdarsteller, der zudem eine deutlich höhere Gage gefordert hatte, durch Jake Gyllenhaal zu ersetzen, bevor Maguire einlenkte.
Der Film Spider-Man 3, in dem Maguire erneut die Hauptrolle spielte, lief am 1. Mai 2007 in den deutschen Kinos an. Der Film war kommerziell erfolgreich, galt aber als schwächster Teil der Trilogie. Entgegen zunächst anderslautenden Aussagen gaben Maguire und seine Filmpartnerin Kirsten Dunst ebenso wie Sam Raimi im Januar 2010 bekannt, dass sie aus der Produktion für weitere Spider-Man-Filme ausgestiegen seien. Als Hauptgrund wurden starke Differenzen über das Drehbuch zwischen allen Beteiligten angegeben. Diese Komplikationen führten dazu, dass der vierte Film der alten Reihe endgültig gecancelt wurde. Stattdessen entschied Sony Pictures sich für ein Reboot des Spider-Man-Franchises mit neuen Darstellern, welches 2012 unter dem Filmtitel The Amazing Spider-Man in die Kinos gebracht wurde.
Maguire, der inzwischen in dem Ruf stand, auf zwischenmenschlicher Ebene am Filmset schwierig zu sein, ist es seither nicht gelungen, an frühere Erfolge anzuknüpfen. Im Jahr 2013 spielte er zwar noch an der Seite seines engen Freundes Leonardo DiCaprio in Baz Luhrmanns 3-D-Romanverfilmung Der große Gatsby eine Hauptrolle. Danach war er 2014 in einigen Produktionen zu sehen, 2015 und 2016 trat er aber gar nicht als Schauspieler in Erscheinung, 2017 war er als Sprecher im Original von The Boss Baby zu hören. In Hauptrollen in großen Produktionen ist er, anders als in den Jahren um 2000, derzeit hingegen nicht mehr zu sehen.
Maguire war als Produzent in Filmen wie Spike Lees New-York-Film 25 Stunden tätig. Zudem ist er Eigentümer der Produktionsfirma Material Pictures.
2021 kehrte Maguire nach einer siebenjährigen Schaffenspause mit Spider-Man: No Way Home auf die große Leinwand zurück, in welchem er erneut in seine alte Rolle des Peter Parker/Spider-Man aus der Raimi-Trilogie schlüpfte.
2024 war er namensgebend für Eminems Song Tobey.

### Privatleben
Tobey Maguire war seit dem 3. September 2007 mit Jennifer Meyer verheiratet. Das Paar hat zwei Kinder, eine Tochter (* 2006) und einen Sohn (* 2009). Am 18. Oktober 2016 gab das Paar die Trennung und bevorstehende Scheidung bekannt.
Seit 1992 war Maguire Vegetarier, seit 2009 ernährt er sich vegan.
Als professioneller Pokerspieler hat Maguire bereits über 200.000 US-Dollar an Preisgeldern gewonnen. Im Juni 2011 wurde gegen ihn Anklage wegen illegalen Glücksspiels erhoben.

## Filmografie (Auswahl)

### Als Schauspieler
- 1989: Joy Stick Heroes (The Wizard)
- 1990: Tales from the Whoop: Hot Rod Brown Class Clown (Fernsehfilm)
- 1991: Roseanne (Fernsehserie, Folge 3x17)
- 1991: Jake und McCabe – Durch dick und dünn (Jake and the Fatman, Fernsehserie, Folge 5x04)
- 1991: Eerie, Indiana (Fernsehserie, Folge 1x08)
- 1992: Great Scott! (Fernsehserie, 13 Folgen)
- 1993: This Boy’s Life
- 1994: Walker, Texas Ranger (Fernsehserie, Folge 2x16)
- 1996: Duke of Groove (Kurzfilm)
- 1996: Die Fahrt ins Nirgendwo (Joyride)
- 1996: Verführung zum Mord (Seduced by Madness: The Diane Borchardt Story)
- 1997: Der Eissturm (The Ice Storm)
- 1997: Harry außer sich (Deconstructing Harry)
- 1998: Fear and Loathing in Las Vegas
- 1998: Pleasantville – Zu schön, um wahr zu sein (Pleasantville)
- 1999: Gottes Werk & Teufels Beitrag (The Cider House Rules)
- 1999: Wer mit dem Teufel reitet (Ride with the Devil)
- 2000: Die WonderBoys (Wonder Boys)
- 2001: Don’s Plum
- 2001: Cats & Dogs – Wie Hund und Katz (Cats & Dogs, Synchronstimme … als Lou the Beagle)
- 2002: Spider-Man
- 2003: Seabiscuit – Mit dem Willen zum Erfolg (Seabiscuit, auch ausf. Produzent)
- 2004: Spider-Man 2
- 2006: The Good German – In den Ruinen von Berlin (The Good German)
- 2007: Spider-Man 3
- 2008: Tropic Thunder (Cameo-Auftritt)
- 2009: Brothers
- 2009: Beyond All Boundaries (Synchronstimme … als Pvt. George Strang)
- 2011: Liebe und andere Kleinigkeiten (The Details)
- 2013: Der große Gatsby (The Great Gatsby)
- 2013: Labor Day
- 2014: Bauernopfer – Spiel der Könige (Pawn Sacrifice)
- 2014: The Spoils of Babylon (Miniserie, 6 Teile)
- 2017: The Boss Baby (als Erzähler)
- 2021: Spider-Man: No Way Home
- 2022: Babylon – Rausch der Ekstase (Babylon)
- 2023: Extrapolations (Fernsehserie, Folge 1x7)

### Als Produzent
- 2002: 25 Stunden (25th Hour)
- 2003: Seabiscuit – Mit dem Willen zum Erfolg (Seabiscuit)
- 2010: Country Strong
- 2011: Pakt der Rache (Seeking Justice)
- 2012: Rock of Ages
- 2014: Good People
- 2014: Bauernopfer – Spiel der Könige (Pawn Sacrifice)
- 2015: Z for Zachariah – Das letzte Kapitel der Menschheit (Z for Zachariah)
- 2016: Die 5. Welle (The 5th Wave)
- 2019: Brittany Runs a Marathon
- 2019: Boyz In The Wood
- 2019: The Best of Enemies
- 2020: The Violent Heart

## Auszeichnungen
- 1999: Saturn Award Kategorie „Bester Nachwuchsschauspieler“ für Pleasantville – Zu schön, um wahr zu sein
- 2000: Screen Actors Guild Award nominiert in der Kategorie „Bestes Schauspielensemble“ in Gottes Werk & Teufels Beitrag
- 2010: Golden Globe Award nominiert in der Kategorie „Bester Hauptdarsteller – Drama“ für Brothers

## Synchronsprecher
In Der Eissturm und Gottes Werk & Teufels Beitrag wurde Tobey Maguire von Florian Bauer synchronisiert. Meistens ist aber seine deutsche Standardstimme die von Marius Clarén.

## Dokumentarfilm
- Biographer DE: Was mit Tobey Maguire geschah auf YouTube, 20. März 2022 (Laufzeit: 31:10).